# Нивська вулиця
Ни́вська ву́лиця — вулиця в Шевченківському районі міста Києва, місцевість Нивки. Пролягає від Берестейського проспекту до Естонської вулиці.
Прилучається Нивський провулок.

## Історія
Вулиця виникла у 1-й чверті XX століття. Існує версія, що назва вулиці, так само як і сусідньої Олександрівської вулиці, походила від церкви святого Олександра Невського, що розташовувалася неподалік. На карті міста вперше зафіксована 1935 року під назвою Невська, у 1940 році — під цією ж назвою в довіднику «Справочник по заадресованию корреспонденции в Киев».
У довіднику «Вулиці Києва» 1995 року стверджується, що у першій половині XX століття щодо вулиці також побутувала назва «Нивська», від місцевості Нивки.
Сучасна уточнена назва — з 2018 року.